# Бугевиц
Бугевиц (њем. Bugewitz) општина је у њемачкој савезној држави Мекленбург-Западна Померанија. Једно је од 89 општинских средишта округа Остфорпомерн. Према процјени из 2010. у општини је живјело 315 становника. Посједује регионалну шифру (AGS) 13059013.

## Географски и демографски подаци
Бугевиц се налази у савезној држави Мекленбург-Западна Померанија у округу Остфорпомерн. Општина се налази на надморској висини од 1 метара. Површина општине износи 56,8 km². У самом мјесту је, према процјени из 2010. године, живјело 315 становника. Просјечна густина становништва износи 6 становника/km².